# Hololepta immarginata
Hololepta immarginata är en skalbaggsart som beskrevs av Schmidt 1889. Hololepta immarginata ingår i släktet Hololepta och familjen stumpbaggar. Inga underarter finns listade i Catalogue of Life.